# Tyr (альбом)
Tyr (с англ. — «Тюр») — пятнадцатый студийный альбом британской рок-группы Black Sabbath, вышедший в 1990 году.

## Об альбоме
Альбом назван по имени бога воинской доблести Тюра из скандинавской мифологии. Инструментальная композиция «The Battle of Tyr» («Битва Тюра») и две песни на второй стороне альбома — «In Odin’s Court» («При дворе Одина») и «Valhalla» («Вальхалла») музыкально и тематически связаны друг с другом и посвящены скандинавской мифологии и викингам. Тем не менее ввиду наличия на альбоме песен на другую тематику этот диск нельзя назвать концептуальным. В текстах песен «Anno Mundi» («Год мира») и «Jerusalem» («Иерусалим») средневековая тематика и атрибутика использовались для рассказа о социально-политических проблемах современности. В общей картине звучания значительна роль ударных Кози Пауэлла и клавишных Джеффа Николса.
После выхода в свет альбом вызвал противоречивые оценки. Критики и слушатели зачастую отмечали серьёзность тем песен и тяжесть звучания альбома по сравнению с предыдущими работами коллектива, влияние музыки и тематики опер Рихарда Вагнера на стилистику альбома. Другим слушателям «Tyr», напротив, показался облегчённой по звучанию работой.
В поддержку альбома был выпущен сингл «Feels Good to Me» (с концертной версией песни «Paranoid» на стороне Б, записанной во время концертов в Москве в 1989 году) и видеоклип с этой же балладой, а также проведено концертное турне. Концертные записи опубликованы только на бутлегах.

## Список композиций

### Сторона А
| №  | Название                  | Текст песни | Музыка        | Длительность |
| -- | ------------------------- | ----------- | ------------- | ------------ |
| 1. | «Anno Mundi (The Vision)» | Тони Мартин | Black Sabbath | 6:12         |
| 2. | «The Law Maker»           | Тони Мартин | Black Sabbath | 3:47         |
| 3. | «Jerusalem»               | Тони Мартин | Black Sabbath | 3:53         |
| 4. | «The Sabbath Stones»      | Тони Мартин | Black Sabbath | 6:35         |

### Сторона Б
| №  | Название            | Текст песни                   | Музыка        | Длительность |
| -- | ------------------- | ----------------------------- | ------------- | ------------ |
| 5. | «The Battle of Tyr» | (инструментальная композиция) | Black Sabbath | 1:08         |
| 6. | «Odin's Court»      | Тони Мартин                   | Black Sabbath | 2:21         |
| 7. | «Valhalla»          | Тони Мартин                   | Black Sabbath | 4:53         |
| 8. | «Feels Good to Me»  | Тони Мартин                   | Black Sabbath | 5:36         |
| 9. | «Heaven in Black»   | Тони Мартин                   | Black Sabbath | 3:57         |

## Участники записи
Музыканты
- Тони Айомми — ритм-гитара, лидер-гитара, акустическая гитара, продюсер
- Тони Мартин — весь основной и бэк-вокал
- Нил Мюррей — бас-гитара
- Кози Пауэлл — ударные и перкуссия, продюсер
- Джефф Николс — клавишные

Технический персонал
- Шон Линч (Sean Lynch) – звукорежиссёр
- Лейф Масес (Leif Mases) – сведение
- Тони Казинс (Tony Cousins) – редактор (англ. mastering engineer)